# Quartier des Halles
Das Quartier des Halles (deutsch (Markt-)Hallenviertel) ist das 2. der 80 Quartiers (Stadtviertel) von Paris. Es liegt im 1. Arrondissement.

Die Stadtviertel im 1. Arrondissement

## Lage
Die Grenzen des Viertels wurden 1859 im Zuge der Neugliederung von Paris festgelegt und nach ihrem Mittelpunkt Quartier des Halles benannt:
- Rue de Rivoli im Süden
- Rue de Marengo und Rue Croix-des-Petits-Champs im Westen
- Rue Étienne-Marcel im Norden
- Boulevard de Sébastopol im Osten

| Vivienne                  | le Mail Bonne-Nouvelle    | Sainte-Avoye |
| Palais-Royal              |                           |              |
| Saint-Germain-l’Auxerrois | Saint-Germain-l’Auxerrois | Saint-Merri  |

## Namensursprung
Das Viertel ist nach dem ehemaligen Pariser Großmarkt (Halles Centrales oder Halles de Paris, siehe Pariser Markthallen) und seinen Markthallen benannt, die unter anderem durch den Roman Der Bauch von Paris von Émile Zola bekannt sind.

## Geschichte
Die Gegend war in frühen Zeiten eine Morastlandschaft, durch die die Straße zwischen Paris und Saint-Denis führte. In der Zeit der Merowinger wurde an der Straße ein Friedhof (später Cimetière des Innocents genannt) angelegt. Um 1130 erhob Ludwig VI. die Friedhofskapelle in den Rang einer Kirche.

### Seit dem 12. Jahrhundert
1135 verlegte König Ludwig VI. den zentralen Marktplatz vom Place de Grève (heute: Place de l’Hôtel-de-Ville) in die damalige Ortschaft Les Champeaux (auch: Petits Champs). Dieser Ort war ein Sumpfgebiet außerhalb der Stadtmauern.
Im Jahre 1183 erwarb König Philipp II. das ganze Eigentum am Gelände. Der Erwerb dieses Gelände erfolgte durch die Enteignung der damals auf diesem Gebiet lebenden Juden, die infolge ihrer Vertreibung in 1182 ein Großteil ihres Besitzes an den König verloren haben. Schon zu der Zeit war es ein großer Markt, auf dem Lebensmittel, Textilien, Schuhe und Kurzwaren verkauft wurden. Die Händler ließen sich in Unterständen nieder, die sich in der Nähe der Häuser der Hersteller befanden. Nach und nach kamen weitere Händler zu den bereits ansässigen hinzu.
Aufgrund des Wachstums ließ Philipp II. die ersten Hallen aufstellen, um Weber und Tuchhändler zu beherbergen. Der Markt dehnte sich weiterhin aus, so dass man seit dem 16. Jahrhundert seine Neuorganisation und die Erweiterung der Wege in Betracht zog. Man ließ Häuser mit Säulenhallen im Erdgeschoss oder bedeckten Galerien bauen, die unter dem Namen Piliers des Halles (deutsch Pfeiler der Hallen) bekannt sind.

### 18. und 19. Jahrhundert

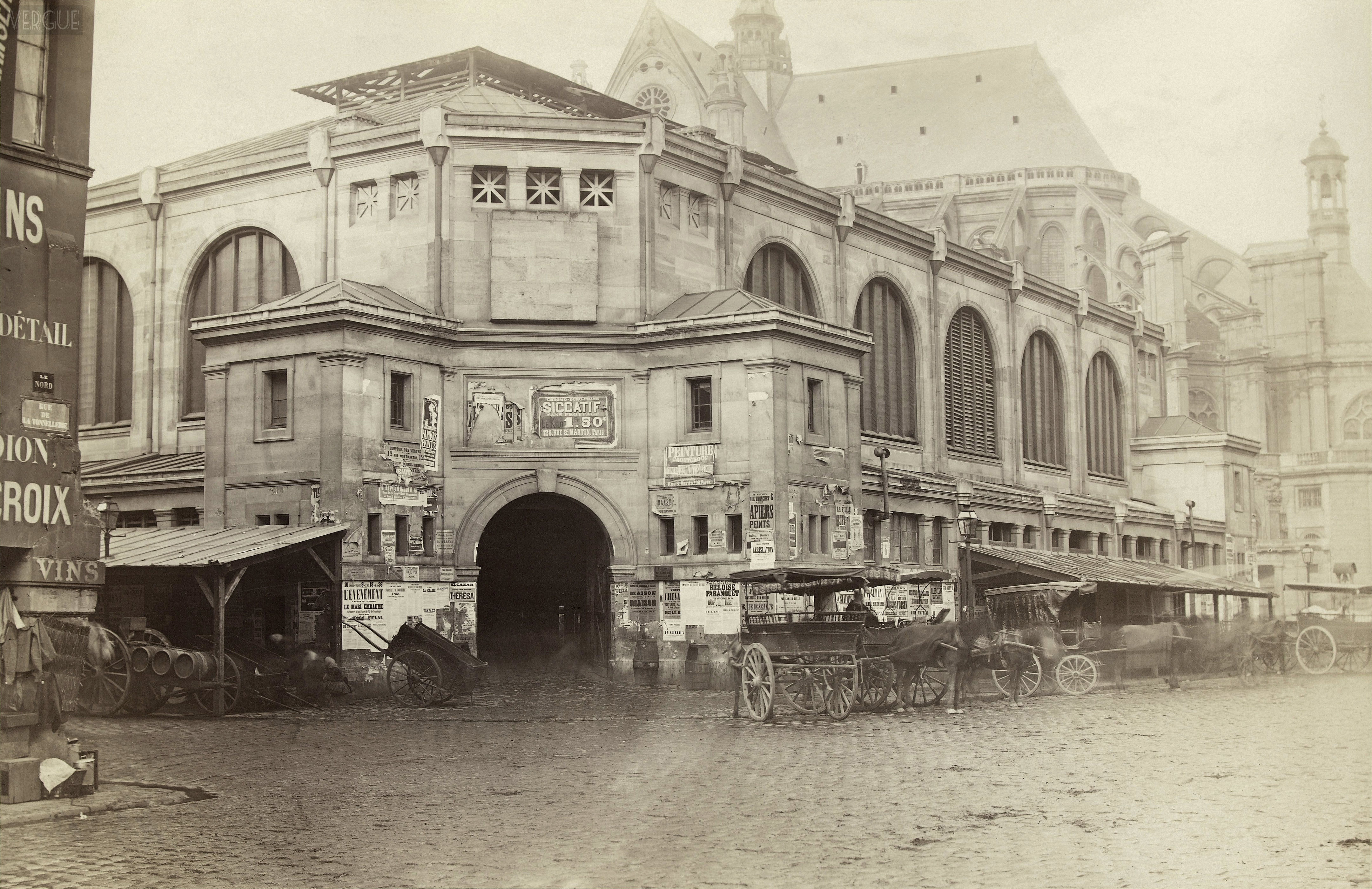
Der abgerissene Steinpavillon

Der nahe gelegene, 1780 geschlossene, Cimetière des Innocents wurde 1789 zum Blumen-, Obst- und Gemüsemarkt (Marché des innocents) ausgebaut. Während der Zeit der Französischen Revolution und des ersten Kaiserreiches wurde das Stadtbild stark verändert. Paris litt unter Sicherheits- und Hygieneproblemen und man begann, sich über die Versorgung der Hauptstadt Gedanken zu machen.

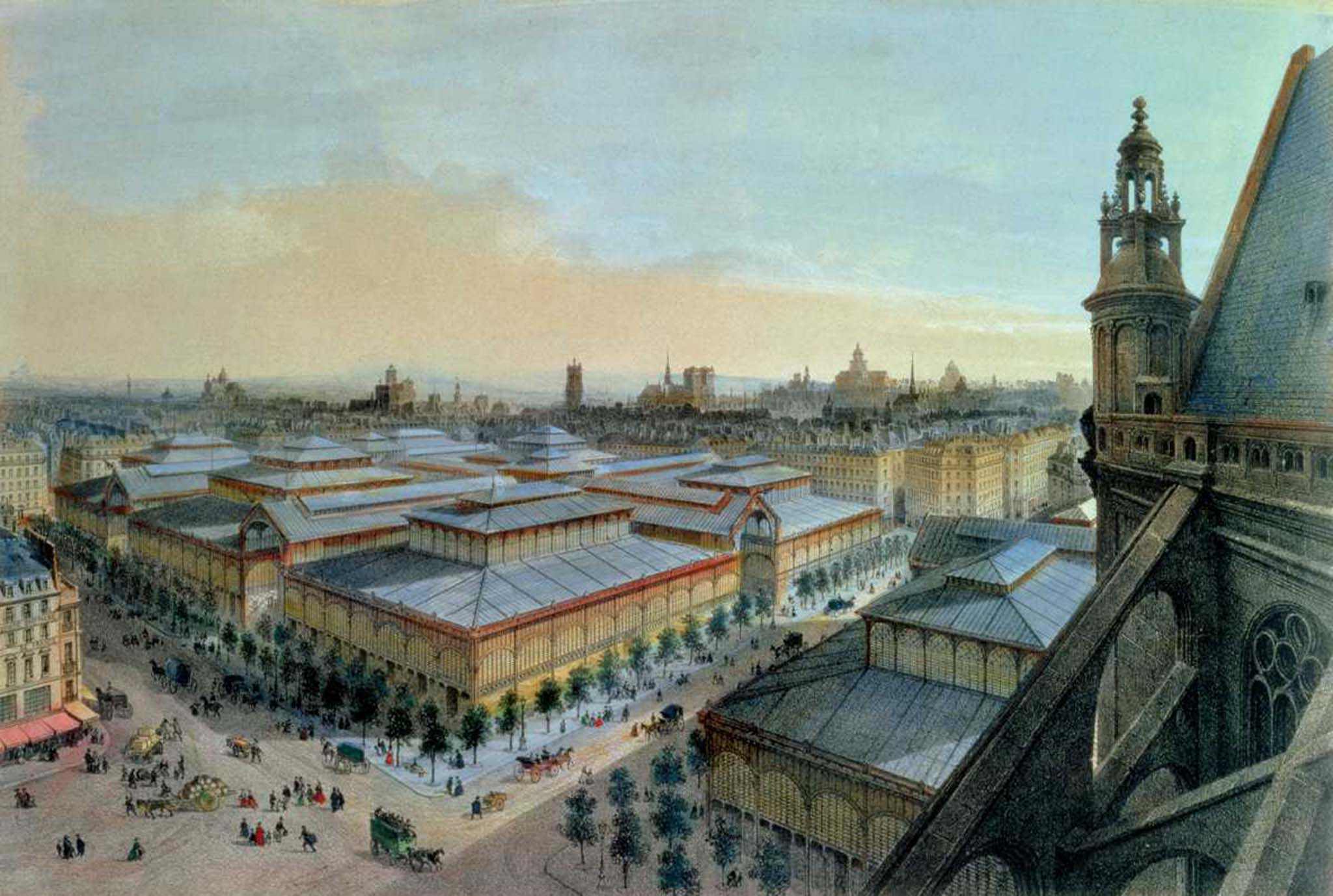
Die Pavillons aus Eisen

Napoleon I. reorganisierte die überdachten Märkte und ließ eine Regelung für die Schlachtung der Tiere ausarbeiten. Er plante, eine zentrale Markthalle zwischen dem Marché des innocents und der Getreide-Markthalle bauen zu lassen. Trotz allem veranlassten die ab 1830 auftretenden Hygiene- und Verkehrsprobleme den Präfekten Rambuteau, 1842 eine Kommission, die Commission des Halles, einzusetzen. Sie sollte untersuchen, ob die Hallen an ihrem bisherigen Standort bleiben oder verlegt werden sollten. Einen 1848 ausgeschriebenen Architektenwettbewerb gewann Victor Baltard mit seinem Plan, am bisherigen Standort zwölf Pavillons aus Glas und Metall zu bauen. Der erste Pavillon war noch aus Stein gefertigt, gefiel aber Napoleon III. nicht mehr, nachdem er auf einer London-Reise den Crystal Palace besichtigt hatte, der aus vorgefertigten Eisenteilen und Glassegmenten errichtet worden war. So musste der erste Pavillon abgerissen und neu erbaut werden. Zehn Pavillons entstanden zwischen 1852 und 1870, die beiden letzten wurden 1936 vollendet.
Zur gleichen Zeit wurde unter Aufsicht von Eugénie de Montijo im Rahmen der Baupläne von Georges-Eugène Haussmann die Rue des Halles errichtet (am 21. Juni 1854 beschlossen, 1870 fertiggestellt), als prachtvolle Anfahrtsstraße vom Place du Châtelet zu dem neuen Marktplatz, verbunden mit der gerade fertiggestellten Ost-West-Achse, der Rue de Rivoli, und der Nord-Süd-Achse, dem Boulevard de Sébastopol.

### 20. Jahrhundert
1959 wurde beschlossen, den Markt nach Rungis (im Pariser Umland) und in den Stadtteil La Villette zu verlagern. 1963 schlug der Pariser Präfekt vor, das rechte Seine-Ufer zwischen Seine und Gare de l’Est zu erneuern. Das Projekt wurde nicht angenommen, aber der Pariser Gemeinderat gründete ein Planungsbüro für die Einrichtung der Markthallen und angrenzenden Sektoren. Die ersten Projekte wurden vom Gemeinderat der Stadt abgewiesen, die zu renovierende Fläche wurde von 32 auf 15 Hektar verkleinert und der Rest sollte saniert werden. Weiterhin wurde eine unterirdische Einrichtung der Hallen in Betracht gezogen.
Als 1969 der Markt endgültig verlegt wurde, fanden kulturelle Protestaktionen in den Pavillons statt. 1971 wurden die ersten sechs Pavillons abgerissen, um einen RER-Bahnhof und das Forum des Halles zu bauen. Auf den Baustellenlöchern der abgerissenen Pavillons und angrenzenden Häuserblöcke wurden Filmszenen zu Touche pas à la femme blanche! (Berühre nicht die weiße Frau) von Marco Ferreri und der Film Le locataire (Der Mieter) von Roman Polański gedreht.

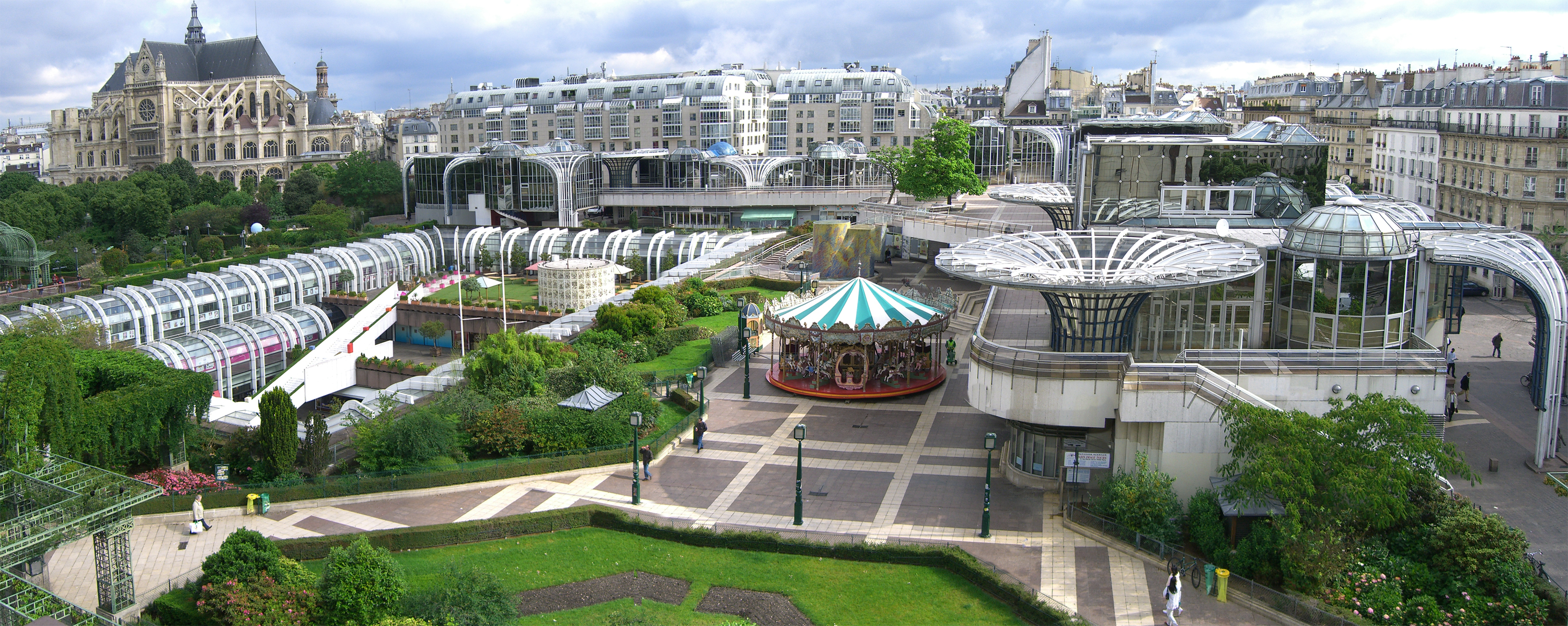
Übersicht über Les Halles (2007)

Am 7. Dezember 1977 wurde der neue RER-Bahnhof Châtelet – Les Halles eingeweiht, am 4. September 1979 folgte die Eröffnung des unterirdischen Einkaufs- und Freizeitzentrums Forum des Halles. Der zweite Teil des Forums (Architekt: Paul Chemetov) wurde 1985 eröffnet. Im gleichen Jahr wurden oberirdisch Gärten angelegt. Die ehemaligen Lebensmittel-Großhandelsgeschäfte sind nach und nach verschwunden und haben sich in moderne Boutiquen umgewandelt.

## Les Halles heute
Dieser „Bauch von Paris“, der von Zola aus der Zeit der großen Märkte erwähnt wurde, ist das „Herz“ von Paris mit einer unterirdischen Stadt auf mehreren Ebenen geworden.

### Forum des Halles

Überdachung des Forum des Halles bei der Einweihung am 5. April 2016

Das Gelände zwischen der Rue Rambuteau, der Rue Lescot und der Rue Pierre-Lescot wird heute vom Einkaufs- und Freizeitzentrum Forum des Halles bestimmt. Es ist das größte dieser Art in ganz Paris und wird jedes Jahr von über 41 Millionen (meist jungen) Kunden besucht. Es beherbergt mehr als 160 Einzelhandelsgeschäfte, unter ihnen auch einen der wichtigsten und größten Buchläden der Stadt. Die Geschäfte und Restaurants sind auf drei Etagen um einen 13 m tiefen Krater, der auch im dritten Untergeschoss noch für Tageslicht sorgt, angeordnet. Im westlichen Teil finden sich 26 Kinosäle mit großer Filmauswahl und eine Schwimmhalle, die durch die oberirdischen Gärten hindurch ebenfalls mit Tageslicht versorgt wird.
Diese Schwimmhalle ist das größte Bad von Paris, die Bahn ist 50 m lang, und der Sprungturm ist 15 m hoch.
Die Renovierung von 2011 betreffen die gesamte Anlage unter dem Blumengarten. Die Kosten hierfür belaufen sich auf 800 000 000 Euro. Die Arbeiten führen zur Zerstörung der Porte Lescot und Porte Rambuteau und ermöglichen es, den Asbest auf dem Gelände zu entfernen. Die Arbeiten zielen auf den Bau des nouveau cœur de Paris, einschließlich der Neugestaltung der öffentlichen Räume an der Oberfläche, des neuen Nelson-Mandela-Gartens, der Neugestaltung der unterirdischen Straßen und der Neugestaltung des Bahnhofs Châtelet - Les Halles mit dem Forum und seinen Zugängen. Dazu gehören auch die Entfernung von Asbest und Bleistaub aus dem ehemaligen Forum des Halles und der Bau eines neuen Gebäudes mit dem Namen Canopée des Halles, das über dem bereits bestehenden Einkaufszentrum ein Musikkonservatorium und ein Kulturzentrum beherbergen wird.

### Bahnhof Châtelet - Les Halles
Neben den Rolltreppen, die ins Einkaufszentrum führen, finden sich an der Porte Lescot auch Expressrolltreppen, die den Reisenden sofort in den Bereich unterhalb des Forums bringen. Hier findet sich eine riesige Ansammlung von Gängen und Gleisen: Die Station Bahnhof Châtelet - Les Halles, zentraler RER-Umsteigebahnhof (   ), der auch von einem Großteil der Métrolinien bedient wird, ist mit 800.000 Pendlern täglich der meistgenutzte Nahverkehrsknotenpunkt in Europa. In 17,5 m bzw. 24,5 m Tiefe befindet sich der Umsteigebereich zwischen Métro und RER.

## Sehenswürdigkeiten
Mittelpunkt des Stadtviertels ist natürlich das Forum des Halles. Außerdem gibt es in den Gassen weitere Geschäfte und Wohnhäuser. Außerdem:
- Église Saint-Eustache
- Fontaine des Innocents
- Bourse de commerce

## Demographie
| Jahr (nationale Erhebung) | Einwohnerzahl | Bevölkerungsdichte (Einw./km²) | Veränderung seit der letzten Erhebung |
| ------------------------- | ------------- | ------------------------------ | ------------------------------------- |
| 1860                      | 41.341        |                                |                                       |
| 1954                      | 20.298        | 49.267                         |                                       |
| 1962                      | 19.385        | 47.051                         |                                       |
| 1968                      | 17.685        | 42.925                         |                                       |
| 1975                      | 11.230        | 27.257                         |                                       |
| 1982                      | 9.668         | 23.466                         |                                       |
| 1990                      | 10.110        | 24.539                         | 4,6 %                                 |
| 1999                      | 8.984         | 21.806                         | − 11,1 %                              |